# Sagaredżo
Sagaredżo (gruz. საგარეჯო) – miasto w regionie Kachetia w Gruzji. Według danych szacunkowych na rok 2014 liczyło 10 871 mieszkańców. Ośrodek przemysłowy.